# Municipio de South Mills
El municipio de South Mills (en inglés: South Mills Township) es un municipio ubicado en el  condado de Camden en el estado estadounidense de Carolina del Norte. En el año 2010 tenía una población de 3.652 habitantes.

## Geografía
El municipio de South Mills se encuentra ubicado en las coordenadas 36°29′15″N 76°20′25.43″O / 36.48750, -76.3403972.